# Dragonada (isla)
Dragonada es un islote situado al noreste de Creta, frente a Sitía. Pertenece al pequeño complejo de Dionysades  que incluye Dragonada, Gianysada, Paximada y Paximadaki, que ha sido designado como Zona de Especial Protección (ZEPA) y forma parte de la Red Natura 2000. En la isla se han encontrado antigüedades de los primeros años cristianos. Tiene una superficie de 2.892 km² y está deshabitado.  Administrativamente, según el plan Calícrates, pertenece al municipio de Sitia. 